# Echelon

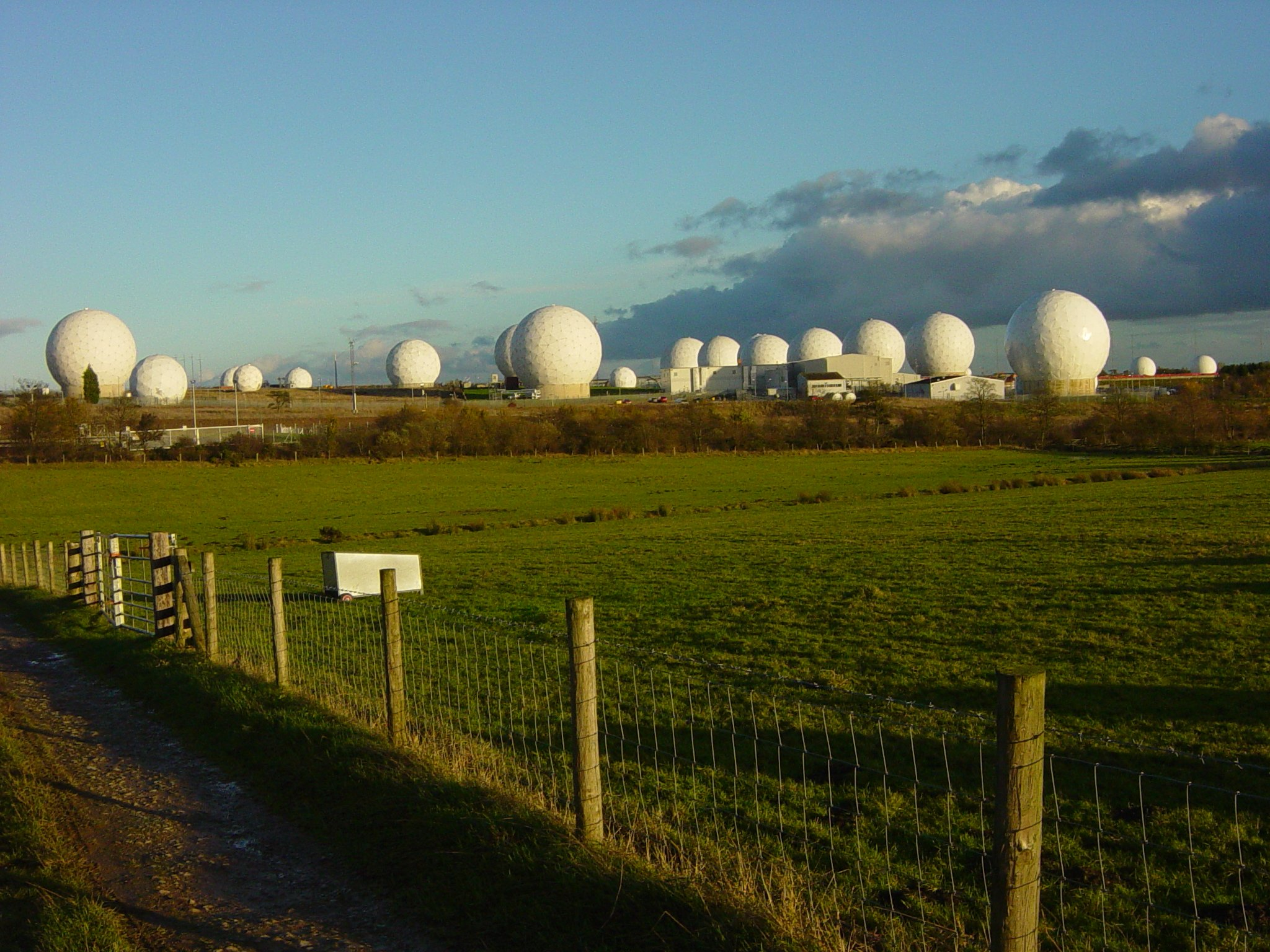
Cúpulas geodésicas na base RAF Menwith Hill, localizada em Harrogate, Reino Unido, Sistema Echelon.

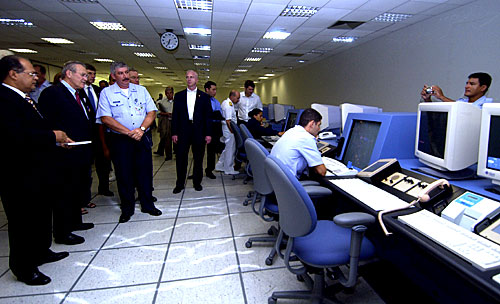
Donald H. Rumsfeld visita o SIVAM em 23 de março de 2005.

Echelon é uma rede de vigilância global e de espionagem para a coleta e análise de sinais de inteligência (SIGINT), operada inicialmente pelos cinco Estados signatários do Tratado de Segurança UK-USA conhecido como "Cinco Olhos" (Five Eyes - em inglês): Estados Unidos, Canadá, Austrália, Nova Zelândia e Reino Unido.
Em 3 de novembro de 1999 a BBC confirmou a existência da rede de espionagem mundial ECHELON. Mas apenas em 2013, através das revelações pelo americano Edward Snowden, o projeto Echelon foi exposto como sendo um projeto para vigilância global e de espionagem cuja revelação recebeu atenção do público em nível mundial. Através de milhares de documentos revelados por Edward Snowden foram reveladas várias atividades de vigilância da NSA incluindo sistemas como o Echelon que até então haviam sido relegados ao plano especulativo ou mesmo conspiratório, incluindo a existência e os objetivos do Echelon.
Ao final da década de 1990, se estima que a rede ECHELON já era capaz de monitorar 90% de todo o tráfego da Internet. De acordo com a BBC em Maio de 2001, o Governo dos Estados Unidos ainda negava a existência da rede Echelon na época."

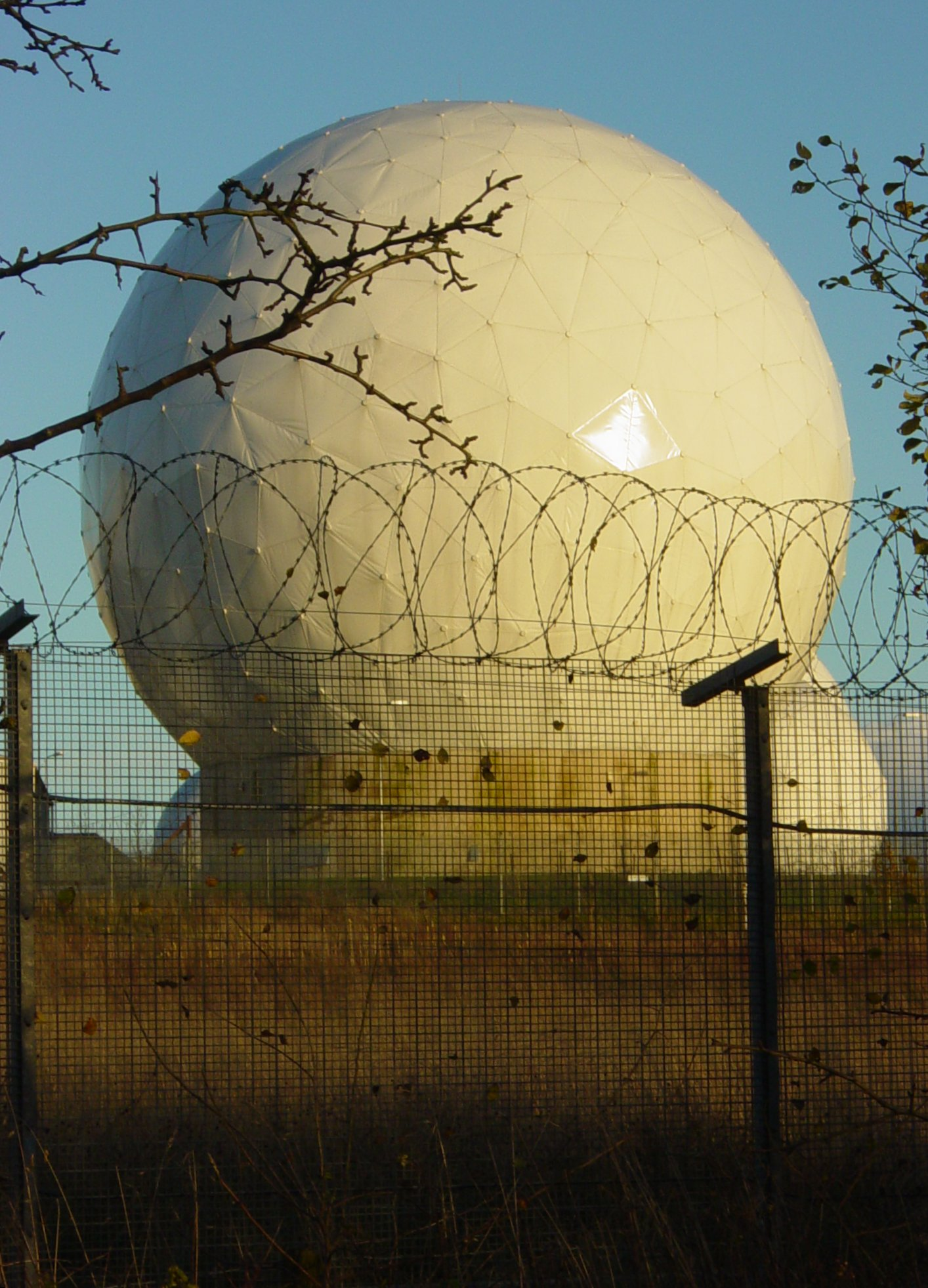
Uma das cúpulas geodésicas situadas na base RAF Menwith Hill, usadas para esconder a direção de antenas e equipamentos do sistema Echelon

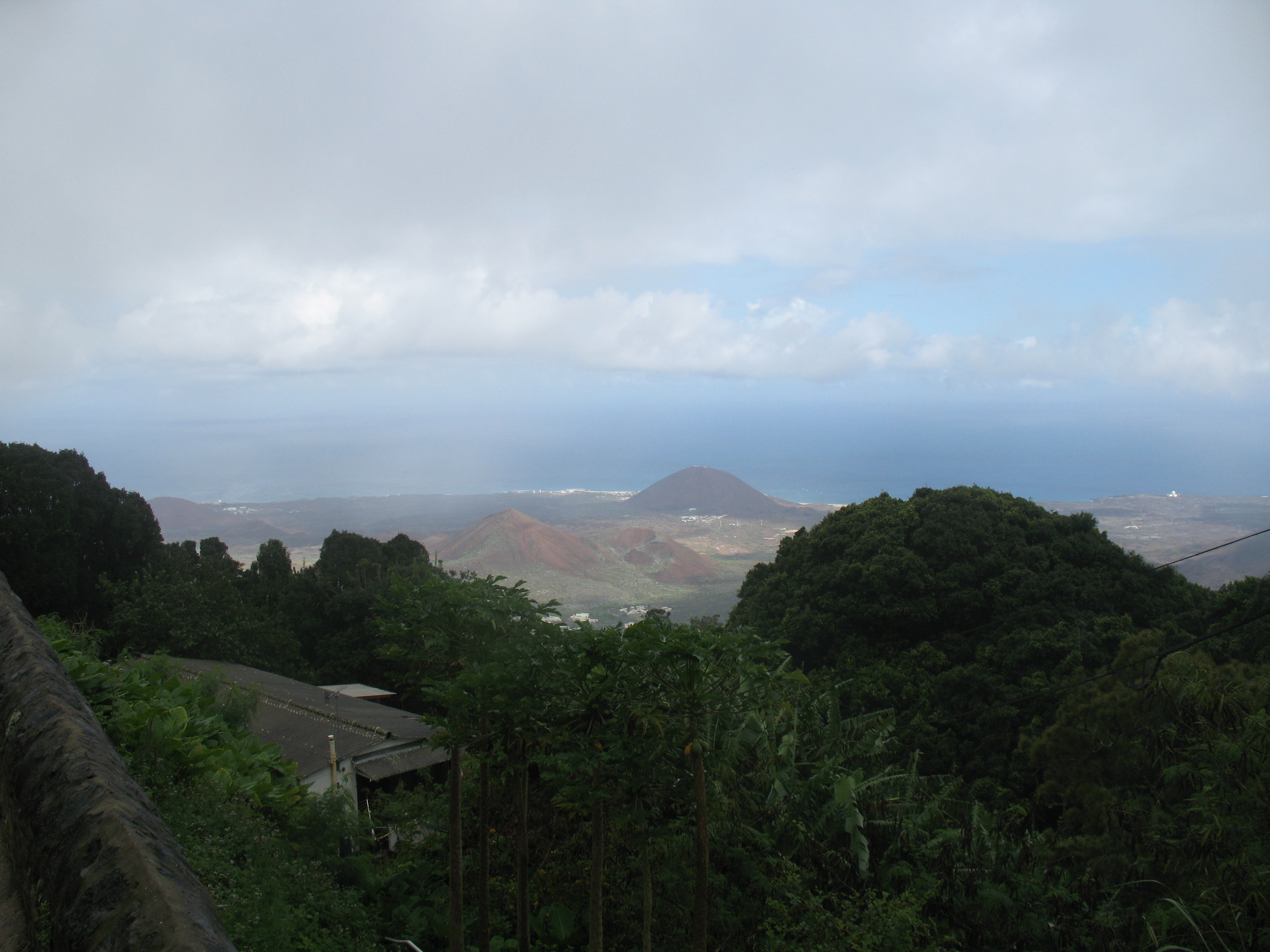
A Ilha de Ascensão é uma das bases do Sistema Echelon.

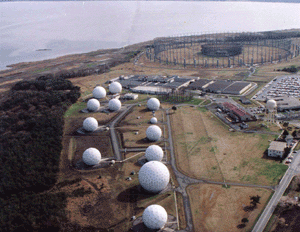
Base Aérea Misawa, Japão- anos 1990

## História
A montagem do sistema coincide com a construção da hegemonia norte-americana a partir da segunda metade do século XX, logo após a Segunda Guerra Mundial, no âmbito do que é conhecido como UK–USA Security Agreement ("Acordo de Segurança Reino Unido-Estados Unidos da América").
Sob o comando da NSA e administrado conjuntamente pelos serviços de informação dos estados membros do Acordo, a saber:
- NSA (National Security Agency) dos Estados Unidos, o principal contribuinte e utilizador;
- CIA (Central Intelligence Agency) dos Estados Unidos;
- NORAD (North American Aerospace Defense Command) dos Estados Unidos;
- GCHQ (Government Communications Headquarters) do Reino Unido;
- MI6 (Secret Intelligence Service) do Reino Unido;
- MI5 ('Security Service') do Reino Unido;
- Naicho (Naikaku Jouho Chousashitsu) do Japão;
- Mossad (Ha-Mōśād le-Mōdī`īn ū-le-Tafqīdīm Meyūhadīm) de Israel;
- Shabak (Sherut haBitachon Haklali) de Israel;
- ISNU (Israeli SIGINT National Unit') de Israel;
- Aman (Agaf Hamodiin''') de Israel.

Universidade envolvidas no projeto:
- UCLA (University of California, Los Angeles);
- Stanford (Stanford University);
- MIT (Massachusetts Institute of Technology);
- Berkeley (University of California, Berkeley);
- Caltech (California Institute of Technology);
- Johns Hopkins (Johns Hopkins University).

Com a perda do poderio econômico americano, a CIA e a NSA, passaram também a espionar empresas estrangeiras e a repassar informações privilegiadas obtidas pelo Echelon às corporações americanas e aos aliados no monitoramento global, os membros do grupo chamado Five Eyes - em inglês, um sistema geopolítico de espionagem eletrônica dos USA, controlado pela NSA, Agência de Segurança Nacional americana.
Casos de espionagem industrial pelos Estados Unidos revelados a partir de 2013 por Edward Snowden, incluem o caso das operações da NSA para estabelecer parcerias com Empresas que contribuam para facilitar as interceptações de dados, como parte da execuçāo dos seus programas de Vigilância Global através da Vigilância de Computadores e Redes. Acordos são feitos pelo departamento da NSA chamado Operações de Fonte Especial(SSO). Através destas parcerias, vários países são alvo para a espionagem pela NSA. Em 29 de março de 2014, o jornal Der Spiegel publicou documentos que mostram que como parte do programa de vigilância global da NSA, mesmo os sistemas de satélite da Alemanha se tornaram alvo de espionagem feita pelo CGHQ, membro do conhecido grupo chamado Five Eyes, Cinco Olhos, em português.

## Tratado de Segurança UK-USA
O Sistema Echelon é uma sofisticada máquina cibernética de espionagem, criada e mantida pela Agência de Segurança Nacional (NSA) dos Estados Unidos, com a participação direta do Reino Unido, do Japão, da Austrália e de Israel.
Com suas atividades iniciadas nos anos 1980, o Echelon teria, como embrião histórico, o UKUSA, firmado secretamente pela Grã-Bretanha e pelos EUA, no início da Guerra Fria.
Destinado à coleta e troca de informações, o Pacto Reino Unido-Estados Unidos resultou, nos anos 1970, na instalação de estações de rastreamento de mensagens enviadas desde e para a Terra por satélites das redes Intelsat (International Telecommunications Satellite Organisation) e Inmarsat. Outros satélites de observação foram enviados ao espaço para a escuta das ondas de rádio, de celulares e para o registro de mensagens de correio eletrônico.
No Reino Unido, o órgão associado à NSA é ao GCHQ, o serviço de informações britânico. Uma das bases de espionagem eletrônica é a Field Station F83 da NSA. A estação está situada em Menwith Hill Yorkshire, na Grã-Bretanha.
Além disso, já sob o guarda-chuva do Echelon, seriam captadas as mensagens de telecomunicações, inclusive de cabos submarinos e da rede mundial de computadores, a Internet.
O segredo tecnológico do Echelon consiste na interconexão de todos os sistemas de escuta. A massa de informações é espetacular e, para ser tratada, requer uma triagem pelos serviços de espionagem dos países envolvidos, por meio de instrumentos da inteligência artificial.
"A chave da interpretação", segundo o jornalista neozelandês Nicky Hager, "reside em poderosos computadores que perscrutam e analisam a massa de mensagens para delas extraírem aquelas que apresentam algum interesse. As estações de interceptação recebem milhões de mensagens destinadas às estações terrestres credenciadas e utilizam computadores para decifrar as informações que contêm endereços ou textos baseados em palavras-chave pré-programadas".
Vários programas revelados por Edward Snowden como o Boundless Informant, PRISM e dezenas de outros, mostram que os objetivos de americanos de montar um sistema capaz de exercer uma vigilância global foram atingidos.
Segundo o relatório de investigação feita pelo Parlamento Europeu em 2001, o governo brasileiro colaborou com os USA na fusão do Echelon com o SIVAM, lançada pelo governo brasileiro, na ocasião pelo presidente Fernando Henrique Cardoso, serviços e equipamentos para o sistema de vigilância da Brasileiro. Em 2002, o governo brasileiro retirou sua colaboração com o programa. A ABIN parou de fornecer informações, mas os serviços militares, SNI e CENIMAR, continuaram no apoio da troca de informações e desenvolvimento de software através das entidades INPE e ITA.
Em 2004, após os atentados terroristas de Bali, Dubrovka, la Ghriba, Embaixada Australiana, Beslan e Madrid.  As agências FSB e SVR da Russia, CNI da Espanha, MSS da China, passaram a integrar ao sistema.
Em 2007, após o assassinato de Benazir Bhutto, o ISI do Paquistão passou a integrar o Echelon.
Em 2008, após o as atentados de Bombaim, as agências Serviço de Inteligência e R&AW da Indía também ingressaram ao programa.
Em 2009, a agência GCSB da Nova Zelândia se junto ao grupo em sequência dos atentados em Jacarta.
Recentemente em consequência dos ataques a igreja de Saint-Étienne-du-Rouvray, Bruxelas, Berlim e Quebec. O Echelon ganhou novos apoios, das agências BND da Alemanha, CSIS do Canadá, o DPSD e DGSE da França e as SIRP, SIS e SIED de Portugal.

## Espionagem industrial
O sistema Echelon tem sido utilizado em prol dos interesses comerciais americanos. Em 2013, documentos publicados em jornais mundialmente e revelados por Edward Snowden, confirmam o uso da rede para espionagem de outros países e vigilância global.
Antes das revelações de 2013 havia indícios das atividades de espionagem do sistema, confirmados em 2013 incluindo a espionagem do Brasil não apenas pelos Estados Unidos mas por outro signatário do Tratado, o Reino Unido.
Exemplos anteriores e conhecidos são:
- Enercon, empresa Alemã que desenvolve tecnologia relacionada com turbinas eólicas [23][24]
- Lernout & Hauspie [25] empresa Belga, abriu falência depois de se saber da existência de uma contabilidade paralela. Foi comprada em Dezembro de 2001 pela Nuance Communications.
- Airbus versus Boeing em 1994. Contrato de 6 milhões de dólares com a Arábia Saudita. Revelação de suborno do consórcio europeu Airbus. Método utilizado, "(...) de escuta de faxes e telefonemas entre o consórcio europeu Airbus, a companhia aérea e o Governo sauditas sobre satélites de comunicações. A McDonnel-Douglas, concorrente norte-americana da Airbus, conclui o negócio". (pag.107 do relatório elaborado pelo PE).

## Vigilância Global
Em 5 de junho de 2013 ,  o jornalista americano Glenn Greenwald através do The Guardian e juntamente com vários outros jornais incluindo o The New York Times, The Washington Post, Der Spiegel, iniciou a publicação das revelações da vigilância global americana que inclui inúmeros Programas de Vigilância Eletrônica ao redor do mundo, executados pela Agência de Segurança Nacional (NSA).

### O mega poder da NSA

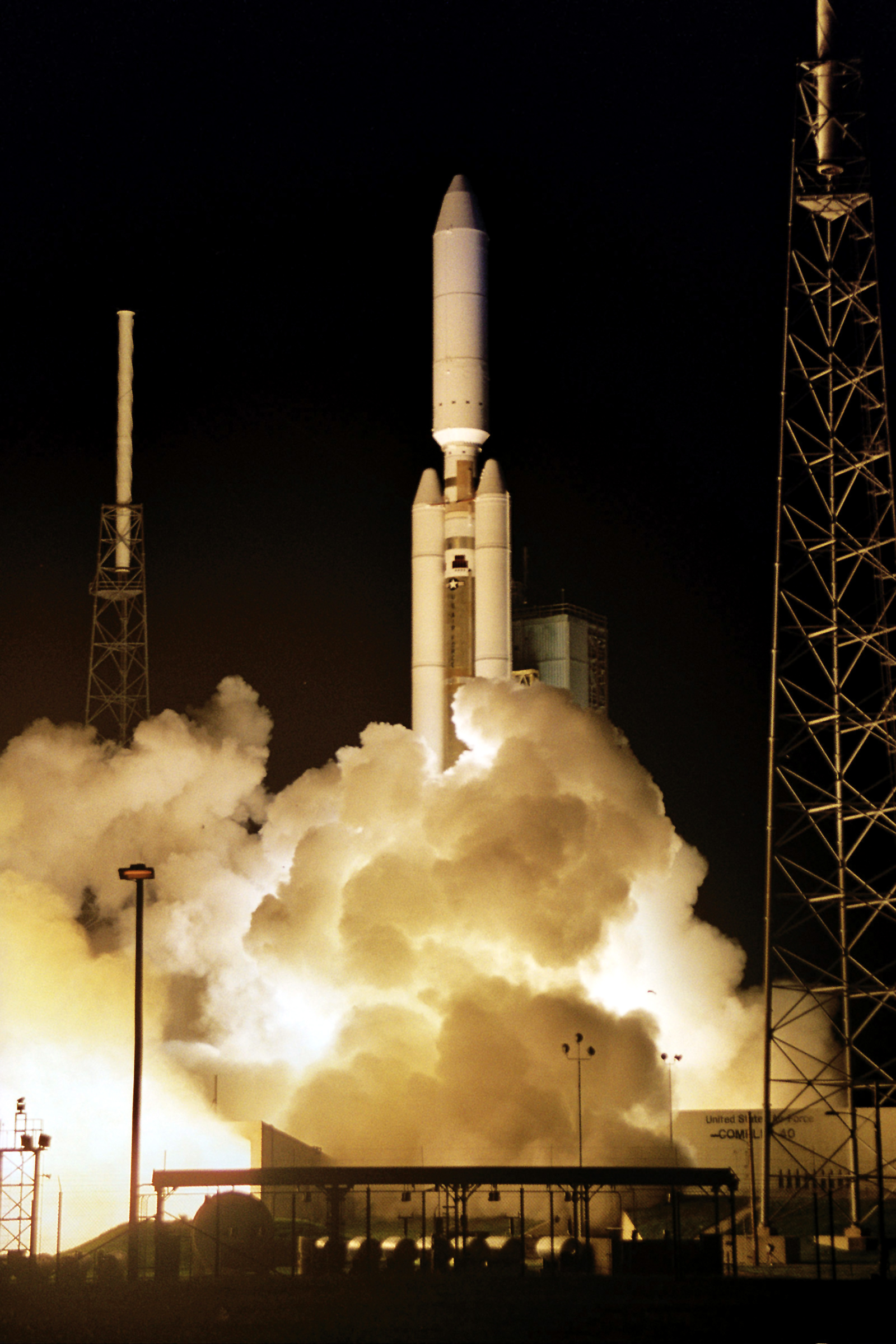
Lançamento de satélite espião no Cabo Canaveral em 2003.

A agência de inteligência norte-americana mais conhecida é a CIA. No entanto, de acordo com os pesquisadores nessa arca, a mais poderosa é a NSA. O número de seus funcionários é desconhecido mas calcula-se que ela possua de 30 a 40 mil funcionários em Fort Meade , seu quartel-general.
A Agência de Segurança Nacional (NSA) foi criada em 1952 por meio de um decreto secreto do presidente Harry Truman para cuidar de espionagem e contra-espionagem, dentro e fora dos Estados Unidos. Seus serviços cobrem praticamente todo o universo das tecnologias da informação.
Com base nessa massa crítica, os USA adiantaram-se no tempo para assegurar sua hegemonia mundial no século XXI. Em novembro de 1997, o chefe do Estado-Maior da Força Aérea norte-americana fez palestra na Câmara de Representantes, em Washington e afirmou: “No primeiro trimestre do próximo século, seremos capazes de localizar, seguir e mirar — praticamente em tempo real — qualquer alvo importante em movimento, na superfície da Terra.
Ao refletir sobre o que chama de "tele-vigilância global", o filósofo e urbanista francês Paul Virilio  escreve: "O fenômeno histórico que leva à mundialização exige cada vez mais luz, cada vez mais iluminação. É assim que se desenvolve hoje uma tele-vigilância global, que não reconhece qualquer premissa ética ou diplomática. A atual globalização das atividades internacionais torna indispensável uma visão ciclópica ou, mais precisamente, uma visão ciber-ótica [...] Com essa dominação do ponto de vista orbital, o lançamento de uma infinidade de satélites de observação tende a favorecer a visão globalizada. Para "dirigir" a vida, não mais se trata de observar o que acontece diante de si mas acima de si. A dimensão zenital prevalece, de longe ou mais alto, sobre a horizontal e não se trata de um assunto de pouca importância porque o “ponto de vista de Sirius” apaga toda perspectiva."  

### Estados Unidos: espionagem interna
Embora o Echelon tenha sido originalmente concebido como uma rede de espionagem internacional, já em 1999 os membros do Congresso dos Estados Unidos discutiam a possibilidade de que o sistema pudesse ser usado também para espionar os cidadãos americanos.
No final de janeiro de 2006, a Electronic Frontier Foundation, uma entidade ligada à defesa das liberdades no mundo digital, iniciou uma ação judicial contra a operadora telefônica norte-americana AT&T, por sua suposta colaboração com o Echelon.
Em dezembro de 2005, o The New York Times publicou um artigo afirmando que, durante a Administração Bush, a NSA havia implementado um programa de espionagem interna desde 2002, usando o sistema Echelon.
Durante a disputa de fronteira sobre as ilhas Saint-Pierre e Miquelon, que opôs a França e o USA, o Echelon também teria sido usado, segundo um antigo agente da CSE, Fred Stock. Em outra entrevista, concedida ao tabloide dinamarquês Ekstra Bladet, Stock também revelou que o USA usou o Echelon para espionar empresas do setor agrícola da França, para obter informações comerciais.

## 2013 Escândalo dos Programas de Vigilância da NSA
Um dos primeiros programas revelados foi o chamado PRISM.
Os programas de vigilância que vieram as claras através dos documentos fornecidos por Edward Joseph Snowden, técnico em redes de computação que nos últimos quatro anos trabalhou em programas da NSA entre cerca de 54 mil funcionários de empresas privadas subcontratadas - como a Booz Allen Hamilton e a Dell Corporation. Os documentos revelados por Snowden mostram a existência de os inúmeros programas visando a captação de dados, e-mails, ligações telefônicas e qualquer tipo de comunicação entre cidadãos a nível mundial.
Através da publicação desses documentos foi trazida ao conhecimento público a vasta dimensão do sistema de Vigilância global americano .
Embora a CIA já fizesse espionagem industrial desde os anos 90 e 80, a NSA massificou a espionagem industrial e financeira com o avanço da tecnologia.
No programa de vigilância, a participação de empresas como Google, Facebook, Microsoft, Apple e IBM a contaminação de computadores no mundo todo e a quebra dos códigos de criptografia da internet, fazendo toda a internet vulnerável a ataques tanto pela NSA americana.
Snowden declarou a participação diretamente ou indiretamente de outras organizações como Cisco, 3Com, Intel, Hewlett-Packard, Oracle, Canon, Samsung, Qualcomm, Texas Instruments, ExxonMobil, BNP Paribas, HSBC, Siemens, Alstom, CAF, ALL, Union Pacific, DHL, Mitsui, Caterpillar, Progress Rail, Bombardier, Avibras, Embraer, Airbus, Chevron, Schlumberger, Telefónica, Telenor, Verizon e Vodafone.

### Echelon e a espionagem do Brasil
No Brasil, o programa Fantástico do dia 8 de Setembro de 2013, baseado em documentos fornecidos por Snowden a Glenn Greenwald, revelou que a NSA vem espionando a Petrobrás com fins de beneficiar os americanos nas transações com o Brasil. O PRISM, entre outros, vem sendo utilizado. Os dados coletados pelo Echelon fazem parte fundamental do sistema de vigilância da NSA revelado em 2013.
Ainda em 2013, em reportagem com a jornalista Sônia Bridi Grenwald revelou que além de grandes empresas como a Petrobras, a presidente do Brasil, Dilma Rousseff, foi espionada pelo governo americano,
A partir de então, as revelações têm se tornado mais alarmantes a cada dia e têm provocado reação em todos os países do mundo e na comunidade de especialistas em proteção da Internet.

## NSA e Criptografia na Internet
Métodos conhecidos desde há séculos e bastante utilizados quer pelas potências do Eixo, quer pelos Aliados da Segunda Guerra Mundial, são os métodos criptográficos. Consistem essencialmente na distorção de uma mensagem através de dicionários e de senhas conhecidas apenas pelos autores e destinatários da mensagem.
Os alemães ficaram sobejamente conhecidos por terem criado o mais divulgado e famoso criptólogo da história, a máquina Enigma. Similar a uma máquina de escrever, permitia através de um código específico transmitir mensagens de rádio criptografadas. Muitos cientistas da computação ingleses dedicaram-se à decodificação desses mesmos sinais numa base da Inglaterra. Segundo certa documentação cinematográfica, foram os submarinos americanos que, ao capturarem um submarino alemão, obtiveram o código secreto.
Hoje em dia, com processadores muito mais poderosos, capazes de efetuar milhões de operações por segundo, os métodos e os algoritmos tornaram-se também muito mais complexos. No entanto os objetivos continuam os mesmos. Uma mensagem de correio electrónico ou de telefone móvel e uma chamada telefônica, são compostas por informação que pode ser reduzida a estruturas simples (combinações de zero e um), dando origem ao denominado mundo digital. Estas mensagens podem ser alteradas e criptografadas, através de programas de computador, de forma a que nem o próprio sistema Echelon as consiga decifrar. O caso que foi referenciado pelo sistema Echelon dizia respeito ao número de bits utilizados na criptografia da mensagem. Os europeus, nas suas comunicações internas - que desde há muito são encriptadas - utilizavam uma chave de N bits, das quais os americanos exigiam conhecer N/2 bits, argumentando que muitas comunicações com intuitos terroristas provinham do espaço europeu. Com essa informação, seria possível ao sistema Echelon, decifrar as mensagens trocadas pelos Europeus.[carece de fontes?]
O caso da Airbus referenciado anteriormente, ficou por ser o mais conhecido, enquanto espionagem industrial, para fins ilícitos.
Entre as revelações de 2013, veio a conhecimento público o fato de que a NSA, com GCHQ, está trabalhando, com sucesso, para não apenas quebrar os códigos que permitem a comunicação privada através da internet, mas está também sabotando os padrões de criptografia que protegem a Internet. Entre as táticas utilizadas, a NSA infiltrou os Organismos oficiais de padrões, e suborna grandes empresas de Internet com o objetivo é inserir "backdoors" que possibilitam a vigilância das comunicações pela internet. O New York Times publicou, em 2013, artigo onde o GCHQ afirma que "Vastas quantidades" de dados criptografados que costumavam ser inúteis são agora "exploráveis".

## Documentos Relacionados

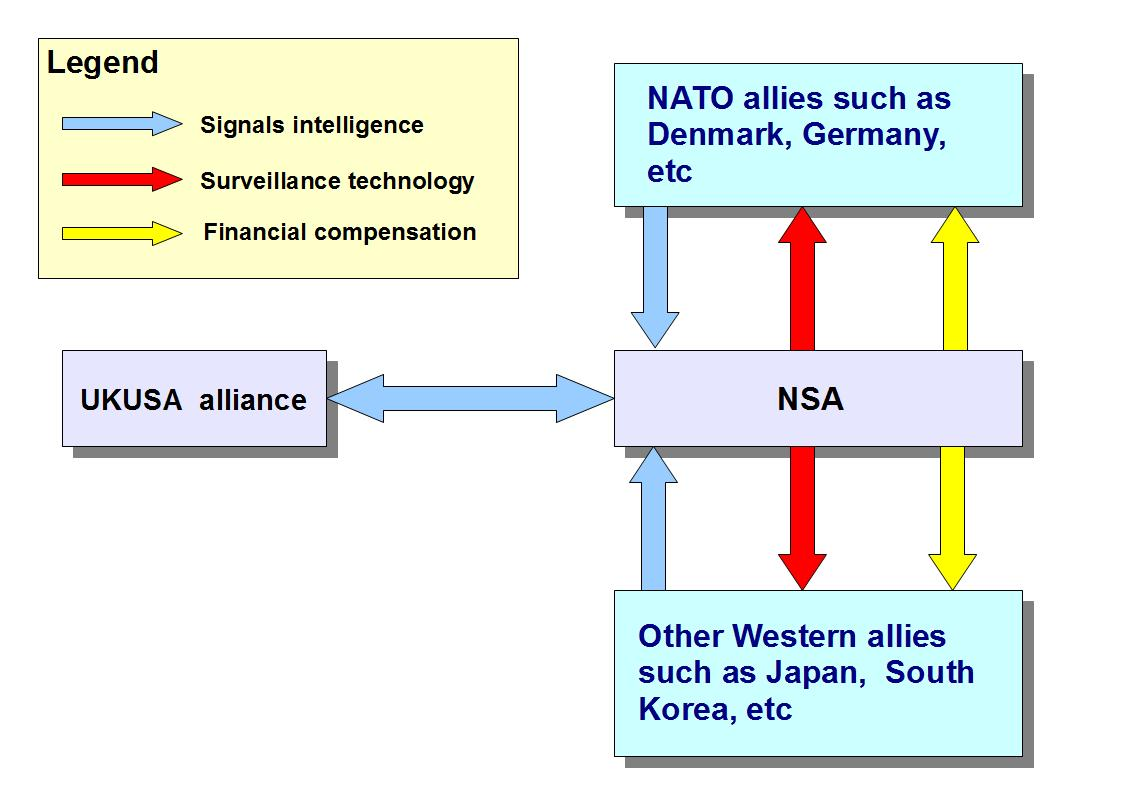
O diagrama mostra a relação entre a Agência de Segurança Nacional dos EUA (NSA) e as chamadas "segundas partes", que compreende a comunidade UKUSA, havendo intenso compartilhamento mútuo de inteligência de sinais; e os "terceiros", composta por membros da Organização do Tratado do Atlântico Norte (NATO) e outros aliados ocidentais que fornecem sinais inteligência para a NSA em troca de tecnologia de vigilância e dinheiro.

### Revelados por Edward Snowden
Os seguintes documentos foram revelados por Edward Snowden entre os documentos das Revelações da Vigilância global de 2013:

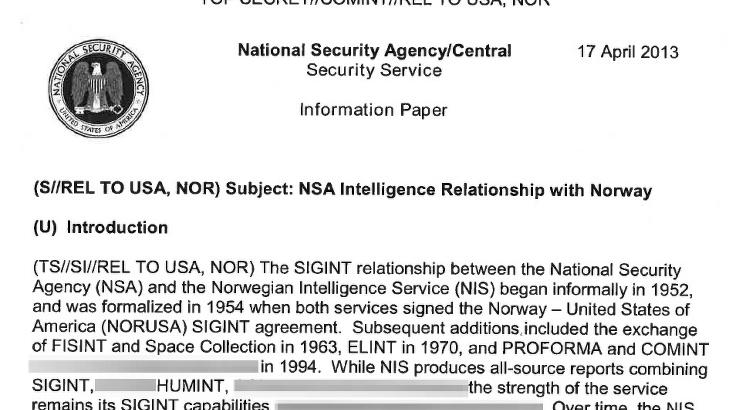
Relacionamento da NSA com o Serviço de Inteligência da Noruega, datado de abril 2013
- Relacionamento da NSA com o Serviço de Inteligência da Suécia, o National Defence Radio Establishment (Suécia) de acordo com o Acordo UKUSA (abril 2013)
- Detalhes do acordo da NSA para compartilhar dados pessoais de cidadãos norte-americanos com a Unidade 8200 (ISNU) de Israel
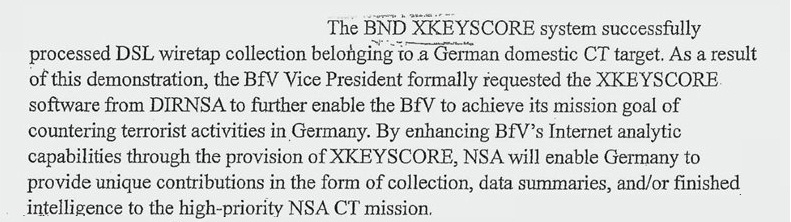
Documentos da NSA revelam que a Alemanha, através do Serviço de Inteligência da Alemnha (BND) usa o XKeyscore para fornecer "contribuições únicas"
- Documentos da NSA de operações de espionagem conjunta com o CSEC do Canada durante o os encontros de G8 do G20 em Toronto em 2010.
- Relacionamento da NSA com o CSEC do Canada
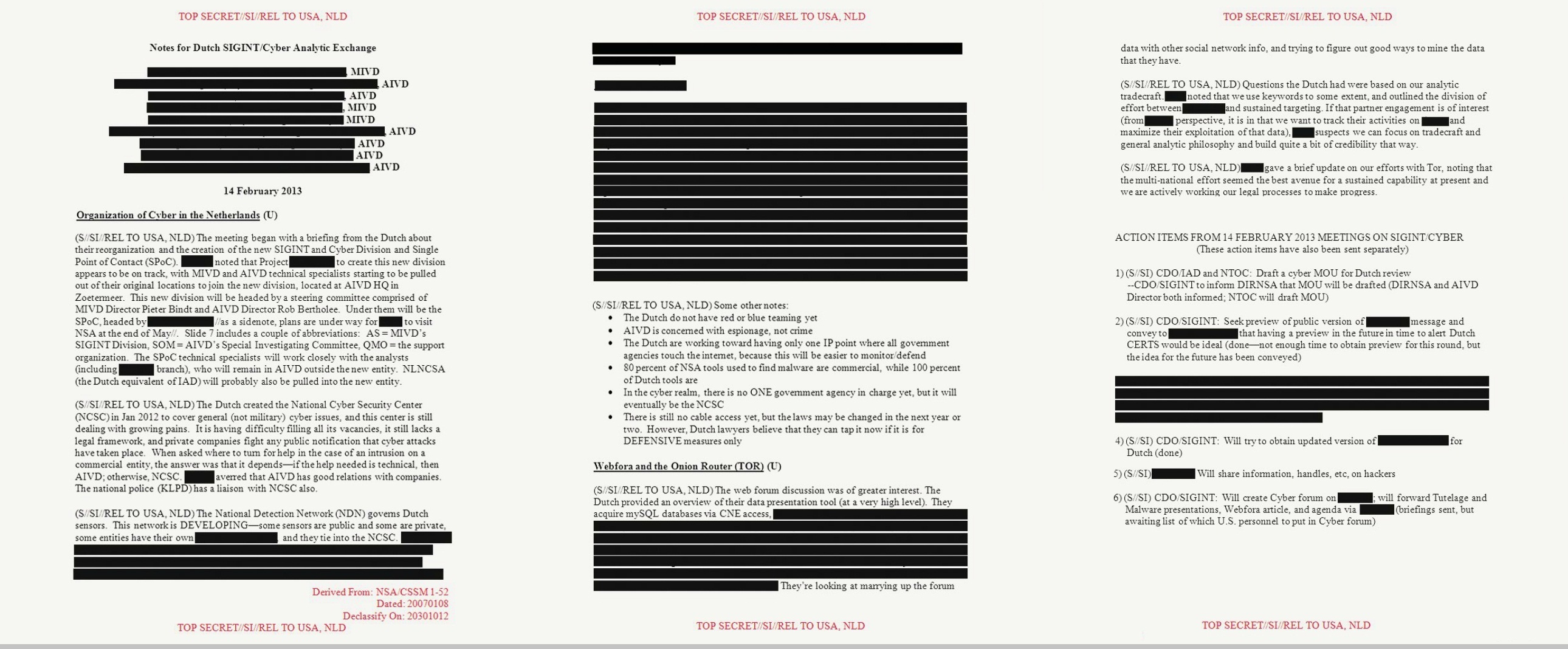
Sumario da reunião em Fevereiro de 2013 da NSA com o Serviço de Inteligência da Holanda AIVD e com o Serviço Militar de Inteligência e Segurança da Holanda (MIVD)

### Oficialmente revelados
Os seguintes documentos foram liberados para publicação pela NSA e pelo GCHQ em 2010:

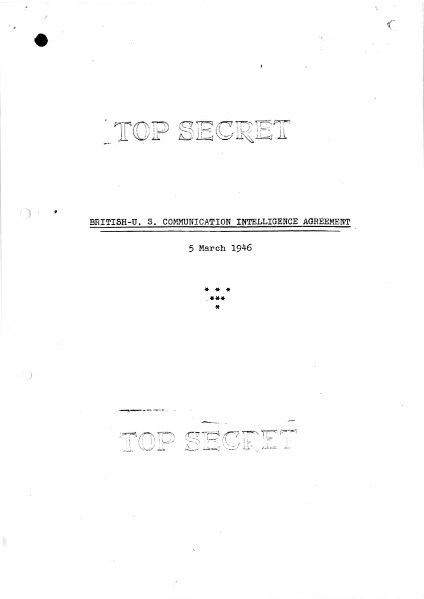
Capa do Acordo UKUSA de 1946
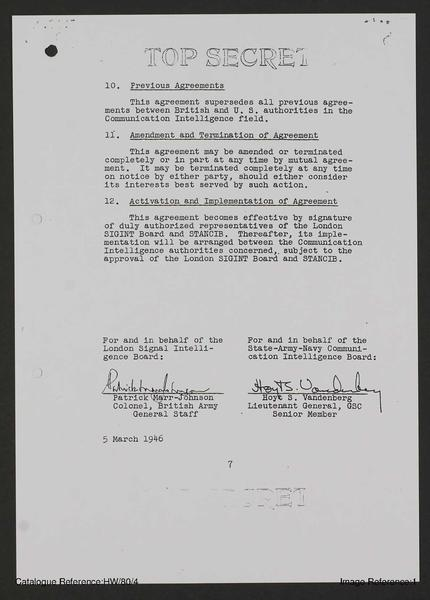
Assinaturas dos chefes dos serviços secretos da Inglaterra e dos Estados Unidos (Marco de 1946)
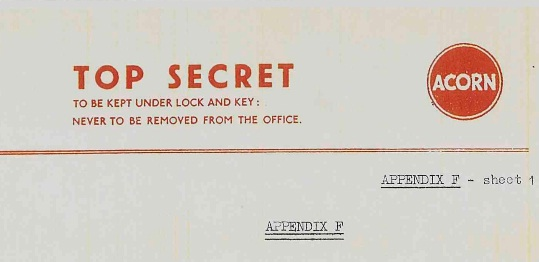
Texto secreto: "Para ser mantido extremamente secreto: Nuca ser removido do escritório." (Appendix F)
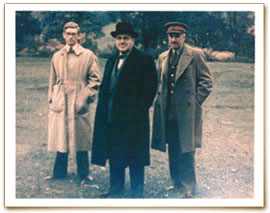
Fotos dos criptologistas ingleses Harry Hinsley, Edward Travis, e John Tiltman